# Bașeu, Botoșani
Bașeu este un sat în comuna Hudești din județul Botoșani, Moldova, România.
Satul Bașeu, are casele construite pe versantul de pe malul drept al râului Bașeu de la care și-a luat și denumirea de Bașeu. 
În vechime i se spunea "Peste Bașeu". 
Este menționat încă din anul 1605 într-un zapis întocmit cu ocazia vînzării unei părți de ocină de către Măriuța fata lui Toader din Comăneștii lui Coman Berechet. "S-au scris în Bașău (1605) mart.8...". Altă mențiune este din 20 ianuarie 1634, cu ocazia unui proces între proprietarii de pe moșia Comănești, determinat și de mutarea unor stîlpi de hotar, la care este chemat ca o martor "diaconul de Bașău cu Starașul deacolo" . Într-un act din 25 iunie 1643 se vorbește despre cîteva sate de pe aceste locuri. "Eu Ion de Lișna - am poftit de au fost popa Ion de Hudești duhov¬nicul meu și popa Pântelim de Bașău și Berecheș de Comânești". De asemenea, la 14 august 1654 la o vînzare  în Comănești către Pătrașcu Berchetu sînt chemați ca martori "popa Pantelei de Bașău și gheconul Dumitru de Bașău și Vasile Oilce de Behoreni și Corcodel de Hudești” .
În Dicționarul Topografic și Statistic al României din anul 1872 se menționează că satul Bașeu de pe moșia Hudești era în compunerea comunei Hudeștii Mari, împreună cu satele Alba și Lupeni. Nicolae Filipescu-Dubău, preciza în Dicționarul geografic al județului Dorohoi că "satul Bașeu are 96 familii cu 495 suflete, .- parte din așezări sînt mai bune, altele mai slabe, unele au grădini, altele livezi, iar sătenii împroprietăriți aveau 280 ha și 69 ari".
Într-o monografie întocmită în anul 1940 de învățătorul din sat, Vasile Turic, rămasă în formă de manuscris se arăta că: "Populația satului numără în total 158 familii, cu 904 locuitori din care 416 sînt bărbați și 488 femei. Unele familii sînt împovărate cu cîte 8-10 copii. Acestea sînt în număr mai mare de jumăta¬te. Sterilitatea se observă de abia l % Cazuri de longivitate nu se observă, iar durata vieții variază între 50-70 ani. Căsătoriile sînt, în medie 5-6 pe an, iar divorțurile abia un caz la 6 ani. Populația este de naționalitate română, în sat existînd numai 3 familii de evrei. Cele mai vechi familii din sat sînt ale Burlăcenilor, Bărbăzănenilor, Ciețculenilor și Axintenilor, din care s-au ridicat un avocat, doi învățători, un inginer și un ofițer... Bolile cele mai frecvente sînt paludismul, tuberculoza și alcoolismul. În caz de boală locuitorii merg la doctor dar se servesc și de leacuri empirice. La naștere, lehuzele sînt îngrijite de femei din sat cu puține cunoștințe de higiena. Mortalitatea infantilă, este în medie, de 15 copii pe an. Micuții mor în cea mai mare parte din cauza alimentației. ...Tradițiile se mențin... Locuitorii din sat apreciază schimbarea vremii (va ploua sau ninge) după anumite fenomene naturale sau manifestări ale animalelor și păsă¬rilor pe care le-au observat pe parcursul anilor: luna cu țarcalan (cerc), ciripitul zgomotos al vrăbiilor, adunarea paielor la culcuș cu gura de către porc, zborul în stol la înălțime al cio¬rilor, lăsarea fumului la nivelul solului, umezirea sării de bu¬cătărie etc.....Dintre locuitorii satului 94 % sînt plugari, 4 % meseriași,  iar 2 % negustori.  In general, oamenii sînt săraci, pămîntul fiind puțin,  slab și bîntuit de secetă. Două familii au cîte 10 ha pămînt, 10 cîte 4 ha, 16 cîte 2 ha,  iar cea mai mare parte sub 
l ha. Din suprafața de 300 ha, 70 % este cultivată cu porumb, restul cu grîu, orz,  ovăz etc. Bugetul anual al unei fa¬milii variază între l 000-10 000 lei.  Cerințele sînt însă mai mari ca 
posibilitățile de cîștig. Mulți dintre săteni împrumută bani de la Banca Populară din comună restituindu-i foarte greu. ...In timpul războiului din 1916-1918 soldații acestui sat 
au dat dovadă de eroism și mulți dintre locuitori se mîndresc cu decora¬țiile primite.  In acest război satul a pierdut 6 feciori...".
În perioada 1901-1904 a fost construită biserica din sat pe dealul Bașeului de către săteni cu sprijinul proprietarului moșiei, Ioan Franc,  care a dăruit lemnul de construcție.
Școală din sat a fost înființată în anul 1914, a funcționat într-o casă a unui sătean, în anii 1951-1937 a fost construit un local nou de școală pe dealul Bașeului dar nu a funcționat decît puțin timp fiind dărîmată.  In prezent este construită o școală nouă în centrul satului pentru clasele I-IV.
- Informațiile sunt preluate din „Monografia comunei Hudești”, 1987,p 46-48